# Тегуа
Тегуа (на езика Бислама Tegua) е остров, включен в състава на Република Вануату. Намира се между островите Метома и Линуа в архипелага Нови Хебриди Тихи океан, с координати 13°14′00″ ю. ш. 166°37′00″ и. д. / 13.233333° ю. ш. 166.616667° и. д.. Съгласно административното деление на страната е под юрисдикцията на провинция Торба.

## Природа
Далечният северен остров на Вануату винаги се е уповавал на морето. То донася неговите първи колонисти на бамбукови салове преди повече от 3 хил. години, а по-късно води и търговците на роби и англиканските мисионери. Морето е дом на голямо разнообразие морски животни, приютени в оцветения в ярки цветове риф. Кожестите костенурки изграждат своите гнезда на крайбрежието на Тегуа, присъстват и колонии на раците от вида Birgus Latro – ценен деликатес от ресторантите на столицата Порт Вила. Морето е и най-голямата заплаха за Тагуа и неговото население – всяка година нивото на Световния океан се покачва и наводненията на местно ниво са често явление.
Едно от най-големите равни пространства на острова е равнината Литетона, разположена в северозападната част на Тегуа, с изглед към остров Метома. Тя представлява древен риф, издигнат над морското равнище. Цялата равнина е култивирана. В близост се намира пещерата Клиф, декорирана с линеални рисунки, свидетелстващи за многохилядното присъствие на хора.

## Опасности
Върховният глава на острова и баща на шест момчета и шест момичета – старейшината Рубен твърди, че поне веднъж в година приливите на вълнуващото се море наводняват неговото село Лотеу. Спомня си как като младо момче е изминавал 30 м от неговата къща до скалиста платформа на плажа, за да лови риба. Сега платформата е потопена, а той е принуден да изостави своя дом от детство.
През месец януари 2006 г. правителството на Вануату евакуира 100 жители на Тегуа, защото надигащите се нива на водата наводняват острова. Около 20 м от сушата вече са изцяло погълнати от морето. Местното население е принудено да изостави досегашните си селища и да потърси подслон на по-високите места на острова.